# 乔治·克莱默
乔治·克莱默（George Clymer，1739年3月16日—1813年1月23日），美国政治家，曾任美国众议员（1789年－1791年）。
克莱默是《美国独立宣言》和《美国宪法》的签署人之一。